# Linda Harrison
Linda Harrison (ur. 24 lipca 1945 w Berlinie, USA) – amerykańska fotomodelka i aktorka.

## Filmografia
- 2001: Planeta Małp (Planet of the Apes) jako kobieta w wózku
- 1998: Behind the Planet of the Apes
- 1996: Małpa w hotelu (Dunston Checks In) jako Cameo
- 1995: Dziki Bill (Wild Bill) jako Madam
- 1988: Kokon: Powrót (Cocoon: The Return) jako Susan
- 1985: Kokon (Cocoon) jako Susan
- 1974: Port lotniczy 1975 (Airport 1975) jako Winnie
- 1973: Planet of the Apes: The Evolution
- 1970: W podziemiach Planety Małp (Beneath the Planet of the Apes) jako Nova
- 1968: Planeta Małp (Planet of the Apes) jako Nova
- 1967: Do skasowania jako Panna Stardust, nowa dziewczyna Rance'a
- 1967: Poradnik żonatego mężczyzny (A Guide for the Married Men) jako Panna Stardust
- 1966: Way... Way Out jako Peggy
- 1966: The Fat Spy jako Łowczyni skarbu

## Seriale
- 1973–1980: Barnaby Jones jako Dori Calder / Jan Redbow
- 1969–1970: Bracken’s World jako Paulette Douglas